# 雷蒙·多梅内克
雷蒙·多梅尼克（法語：Raymond Domenech，1952年1月24日—），法国足球教練，前任法国国家足球队主教练，現赋闲在家研究占星術。

## 生平
多梅内克于1952年出生，他拥有加泰罗尼亚血统，其姓氏亦是加泰罗尼亚语。

### 球员
多梅尼克在球员时代是一名出色的防守型中场。1969年起先后效力于里昂、斯特拉斯堡、巴黎圣日耳曼、波尔多等多支法甲俱乐部。1984年，饱受膝伤困扰的多梅内克正式退役，其间夺得两次联赛冠军和一个杯赛冠军，此外多梅内克还代表国家队在1973年到1979年间出战8场。

### 教练
1985年正式出任教練，而首間执教球會乃里昂。當時里昂正處於乙組，杜明尼治在執教第一季就贏得法乙冠軍升上甲組，奠定里昂成為今日法甲七連霸的基礎。
其後他轉教法國青年軍，曾於2002年贏得21歲以下歐洲國家杯亞軍。在他執掌年間培育出不少球星，如亨利和查斯古特等等。
法国队经历了一届不成功的欧锦赛后，2004年7月12日，之前并不被看好的多梅内克成为了法国队的主教练。
多梅内克是一个业余的剧作家和占星家，使他的很多行为使球迷不解。他不信任天蝎座的球员，使得右中场皮雷在他担任教练后无法入选国家队。而他对效力于巴塞罗那的古利弃之不用并且不做任何解释，也让旁人感到迷惑。多梅内克坚持用巴夫斯作为国家队主力门将，而不给在俱乐部表现出色的库佩机会，使库佩非常恼火。
2006年世界盃外圍賽，尽管被抽入一個对手实力并不强大的小组（爱尔兰、瑞士、以色列），法国队仍然在世界杯外围赛中举步維艰。世界杯外围赛中连续六场平局后，国家队创造了1934年以来的最差纪录，多梅内克也成为了是71年以来开局最差的主教练，出线形势极为严峻。不過法國隊在施丹復出救國下在最後幾場外圍賽中獲勝，以小组第一名直接进入世界杯决赛圈。世界杯小组赛连和瑞士和韩国，也使多梅内克蒙受了巨大压力，但在战胜多哥小组出线，并连续憑施丹的一己之力击败西班牙、巴西和葡萄牙晋级世界杯决赛后，多梅内克的压力得到了很大缓解。尽管法国队在决赛中最终不敵意大利，多梅内克的世界杯执教成绩得到了普遍肯定，法国足协也与他续约。
2010年南非世界盃，杜明尼治在人選上再一次展現其藝術家脾性，很多如賓施馬、拿斯尼等呼聲甚高的球員一併意外落選，反而堅持將高禾等親信入選於二十三名大軍當中。這隊一直受球迷質疑的法國，成績差強人意。在第二輪對墨西哥的比賽已經以零比二不敵對手，惹來球員不滿。法國前鋒安歷卡更出言辱罵多梅内克，最後安歷卡被永久性逐出法國國家隊。该届赛事法国最终小组赛垫底未能出线，多梅内克的帅位亦在赛后终结。
2020年12月26日，杜明尼治在離開法國國家隊十年後再次執教，成為法甲俱乐部南特的主教练。

## 相关链接
1. ↑  新华网. .   [2012-02-01]. （原始内容存档于2010-06-24）.
2. ↑  .   [2020-12-26]. （原始内容存档于2021-01-22）.